# 约瑟普·弗尔霍维茨
约瑟普·弗尔霍维茨（1926年2月9日—2006年2月14日），克罗地亚族，克罗地亚共产主义者联盟中央执行委员会书记，南斯拉夫共产主义者联盟中央主席团委员。针对克罗地亚之春的爆发，他向克共盟主席提交了一份逮捕首要分子的名单。

## 生平
1926年，出生于萨格勒布。
1941年，参加南斯拉夫人民解放战争。
1944年，入党。战后先后毕业于萨格勒布大学经济系和贝尔格莱德大学社会科学学院。大学毕业后在萨格勒布从事新闻编辑工作。
1956年，任《星期三信使报》主编。
1957年，任《信使报》驻英国记者。
1963年，任《信使报》驻美国记者。
1968年，任《信使报》总编辑。
1972年。任克共联盟中央书记和中央执行委员会书记。
1974年，任南共联盟中央委员会主席团委员。
1978年，任南斯拉夫外交国务秘书（外交部长）。
1983年，任南共联盟中央主席团委员、克共盟中央主席团主席。
1984年，任南斯拉夫主席团委员。
1985年，主持经济改革委员会。
1989年，届满退休。
2006年，病逝。